# Druimarbin

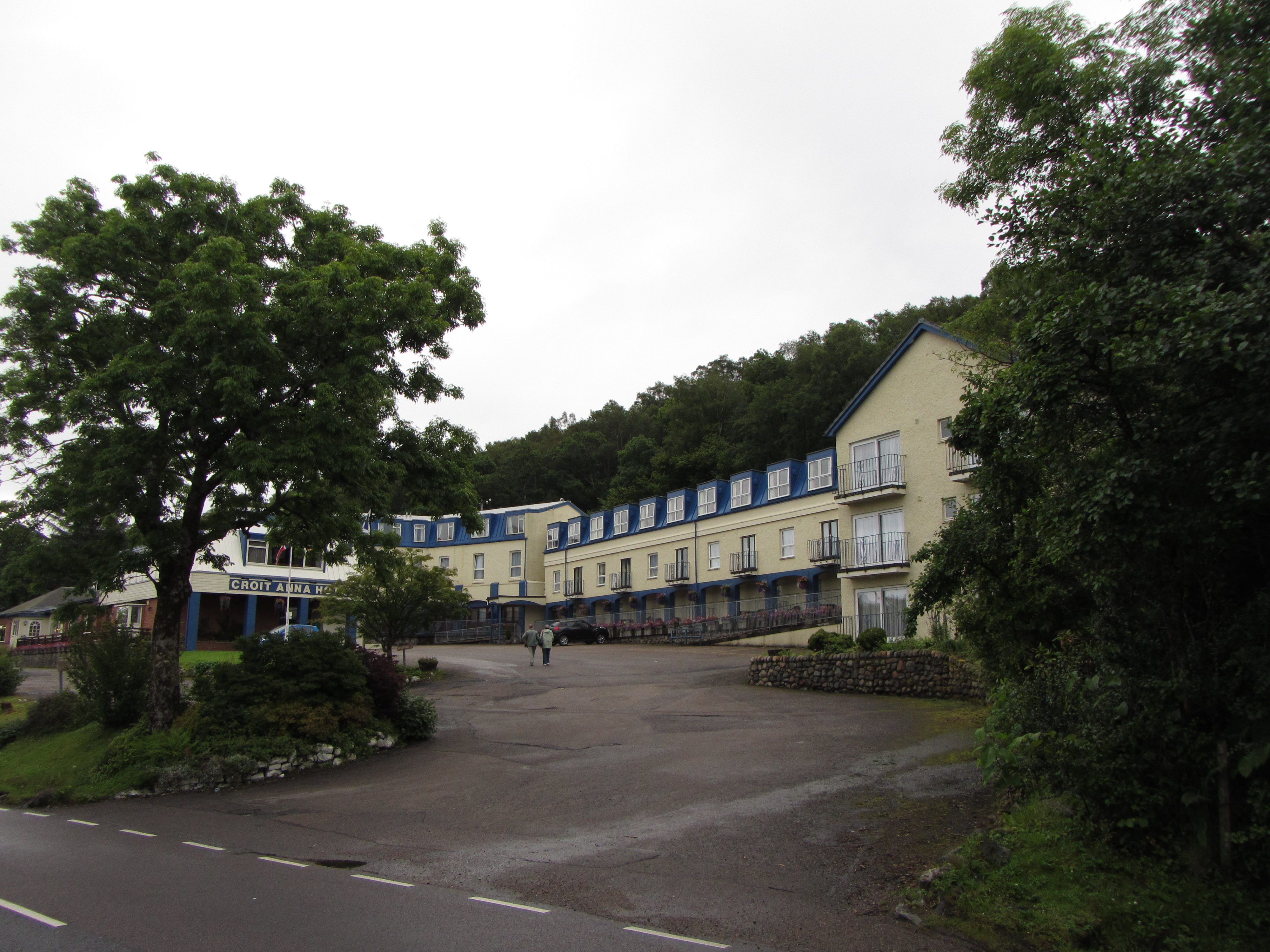
Das südlichste der Hotels

Druimarbin (schottisch-gälisch Druim Earbainn) ist eine Ortschaft, die südwestlich von Inverness in der Region Highland im Norden von Schottland liegt. Im Rahmen der historischen Gliederung Schottlands in Civil Parishes zählt es zu Kilmallie, das zu Inverness-shire gehörte.
Druimarbin liegt am Ostufer des Sees Loch Linnhe. Seine Häuser, unter denen sich gleich drei Hotels befinden, erstrecken sich entlang der von Fort William nach Süden führenden A82.